# Giuseppe Botteri
Giuseppe Botteri (Golese, 13 gennaio 1894 – Milano, 8 novembre 1969) è stato un politico italiano.

## Biografia
Combattente della prima guerra mondiale, si laureò in medicina e chirurgia. Già consigliere e assessore comunale del Partito Comunista Italiano, ricoprì anche la carica di sindaco di Parma dal marzo 1948 all'ottobre 1951.
Morì l'8 novembre 1969 all'età di 75 anni.